# Il signor Quindicipalle
Il signor Quindicipalle è un film del 1998 diretto e interpretato da Francesco Nuti, ambientato nel mondo dei giocatori di biliardo.

## Trama
Francesco Di Narnali è un campione del mondo di biliardo italiano e americano, con un particolare talento per le esibizioni spettacolari, in particolare per essere riuscito ad imbucare quindici biglie al pool con una scopa invece di una stecca; da cui il soprannome "Signor Quindicipalle".
Un giorno, Francesco si reca al cimitero da suo padre e, tentando di rubare i fiori alle tombe, incontra una donna di nome Sissi, che si rivela poi una prostituta. Francesco, avendo detto ai parenti di aver conosciuto una certa Margherita, per un milione e cinquecentomila lire la invita a pranzo a casa sua, chiamandola col nome di Margherita.
Sissi alias Margherita cerca poi di liberarsi di Francesco, ma il caso vuole che si incontrino di nuovo proprio a una delle esibizioni di Francesco, e ricominciano a frequentarsi. Lui, sempre più innamorato, le dedica addirittura un nuovo colpo alla specialità cinque birilli: un'ottavina a dieci
sponde, che lui chiama "Ottavina Principessa Sissi".
Francesco continua ad esercitarsi al biliardo per partecipare a un importante torneo, ma scopre che Sissi non ha lasciato l'attività di prostituta come lui credeva. Poco dopo lei, nel frattempo, ormai innamorata di Francesco, invece decide di smettere.
Il giorno del torneo Francesco vince gran parte degli incontri; Sissi decide di confessargli tutto ma non ha la possibilità di vederlo poiché lui deve partecipare alle fasi finali. Ma Francesco poco dopo, all'inizio della finalissima, dopo aver scelto di cominciare con la specialità americana di biliardo, prima è titubante, poi decide di abbandonare la partita, concedendo la vittoria al suo avversario prima ancora del suo inizio, appena vede la donna tra il pubblico, seduta vicino al suo Maestro-allenatore.
Provato e nervoso, se ne va nella sua vecchia sala da gioco a sfogarsi sui biliardi.
Quando Francesco finalmente si è calmato, si avvicina lo spirito di suo padre Renzo con una scopa in mano, si accendono le luci di un biliardo con le biglie già in posizione. Dopo un breve dialogo tra i due, Renzo mette Francesco alla prova: deve imbucare tutte e quindici le biglie con la scopa e con gli occhi bendati. Francesco prova e riesce nel difficile colpo. Il padre si commiata baciando il figlio sulla fronte e portandosi via scopa e palla bianca (battente).
A questo punto arriva Sissi che gli toglie la benda e si danno un bacio appassionato.

## Produzione

### Riprese
La villa in cui Sissi (Sabrina Ferilli) dovrebbe fare una serata verso la fine del film, ma poi ci ripensa, è Villa Miani a Roma, in zona Monte Mario, la stessa dove furono girate la scena della cena a casa della Contessa Serbelloni Mazzanti Vien dal Mare in Il secondo tragico Fantozzi e quella della vigilia di Natale nell'ultimo episodio de Le comiche 2. Altre scene furono girate sempre a Roma, ma anche in Toscana a Campi Bisenzio, Firenze e Prato.

## Accoglienza
Il film si classificò al 28º posto dei primi 100 film di maggior incasso della stagione cinematografica italiana 1998-1999.